# Каменськ (гміна)
Гміна Каменськ (пол. Gmina Kamieńsk) — місько-сільська гміна у центральній Польщі. Належить до Радомщанського повіту Лодзинського воєводства.
Станом на 31 грудня 2011 у гміні проживало 6151 особа.

## Площа
Згідно з даними за 2007 рік площа гміни становила 95.81 км², у тому числі:
- орні землі: 57.00%
- ліси: 33.00%

Таким чином, площа гміни становить 6.64% площі повіту.

## Населення
Станом на 31 грудня 2011:
| Опис     | Загалом | Загалом | Чоловіки | Чоловіки | Жінки | Жінки |
| -------- | ------- | ------- | -------- | -------- | ----- | ----- |
| одиниця  | осіб    | %       | осіб     | %        | осіб  | %     |
| все      | 6151    | 100     | 3100     | 50.40    | 3051  | 49.60 |
| міське   | 2899    | 100     | 1441     | 49.71    | 1458  | 50.29 |
| сільське | 3252    | 100     | 1659     | 51.01    | 1593  | 48.99 |

## Сусідні гміни
Гміна Каменськ межує з такими гмінами: Белхатув, Воля-Кшиштопорська, Ґомуніце, Ґошковіце, Добришице, Клещув, Розпша.